# АФК Съндърланд
АФК Съндърланд (на английски: Sunderland AFC) е професионален футболен отбор от град Съндърланд. Създаден е през 1879 г. в графство „Тайн и Уиър“, разположено в североизточна Англия. Прякорът на отбора е „Черните котки“. След 99 години на Рокър Парк, отборът се премества на новия си стадион Стейдиъм ъф Лайт. Най-големият съперник на Съндърланд е Нюкасъл Юнайтед. 
Преди Втората световна война, отбора е шесткратен шампион на Англия през 1892, 1893, 1895, 1902, 1913, 1936. Клубът печели и ФА Къп на два пъти през 1937 и 1973.

## История на Съндърланд

### Основаване
През 1879 година отборът е създаден от група учители след среща в Хендън. Един от основателите, Джеймс Алън, бележи 11 гола в мач срещу Касълтаун, спечелен с 23 – 0. Клубът е популярен със своите червено-бели раирани екипи, но първоначално играе изцяло в синьо. През сезон 1886 – 87 година, Алън напуска отбора заедно с много от тогавашните играчи, за да създаде Съндърланд Албиън. Въпреки това Съндърланд побеждава Астън Вила със 7 – 2. ФА приема Съндърланд във Футболната лига, докато Съндърланд Албиън остава завинаги извън нея.

### Участие във Футболната лига и годините преди Първата световна война
Английската футболна лига е основана през 1888 година от 12 клуба – Бърнли, Блекбърн Роувърс, Евертън, Акрингтън, Престън Норт Енд, Болтън, Астън Вила, Нотс Каунти, У.Б.А., Стоук Сити, Дарби Каунти и Улвърхамптън Уондърърс. Съндърланд се присъединява на мястото на Стоук Сити. Любопитен факт е, че отбора плаща разноските за пътуване на останалите отбори заради големите разстояния между централна и североизточна Англия. През 1890 се провежда първата среща в лигата (тогава на Нюкасъл Роуд) загубена от Бърнли с 2 – 3. Но след представянето на Нед Дойг като нов вратар, клубът губи само веднъж у дома през следващите 6 години. Отборът остава в старата Първа дивизия за рекордните 68 години. През 1897, отборът завършва предпоследен, но се спасява след победа в баража. Същата година е построен Рокър Парк. Първата среща завършва със знаменита победа с 1 – 0 на Ливърпул. През сезон 1901-02 отборът печели нова титла. Съндърланд заедно с Мидълзбро осъществяват първият трансфер в историята. В същата година клубът е санкциониран от ФА за нередовни плащания на играча Андрю Маккомби. Това повлиява върху резултатите на отбора. Сезон 1907-08 е доста слаб, но този сезон е белязан с победа като гост над Нюкасъл с 9 – 1 и рекордът остава неподобрен. Петата титла става факт през 1912-13. Отборът пропуска шанса да спечели дубъл след като губи финала за ФА Къп от Астън Вила с 0 – 1 пред погледа на 121 919 зрители в Лондон.

### Годините между двете световни войни
След прекъсването заради Първата световна война 20-те години носят добро представяне, но не и шампионско звание. Чарли Бъчан преминава в Арсенал през 1925, като оставя името си в историята на клуба с 209 гола в 379 мача. Дейв Халидей е закупен в отбора и бързо се превръща в любимец на феновете. Други прочути играчи от този период са Боби Гърни със своите 228 гола в 388 мача и Рейч Картър. Построяването на нова централна трибуна на Рокър Парк едва не довежда клуба до банкрут. Все пак инвестицията се оказва успешна и стадиона става с 60 000 капацитет. Въпреки това съоръжението побира 75 000 зрители желаещи да наблюдават срещата от 6-и кръг на ФА Къп срещу Дарби Каунти през 1933 година. През същата година дебют за Съндърланд прави Рейч Картър 18-годишен възпитаник на училището в Хендън станало място на учредяването на клуба.
Спечелването на шестата шампионска титла става факт през 1936, но радостта на всички в клуба е помрачена от една трагедия. Вратарят, Джими Торп, напуска този свят няколко дни след сблъсък с противников играч по време на мач срещу Челси. Шампионският медал е връчен на вдовицата на Джими Торп в края на сезона. Следващата година остава в историята на с първата спечелена купа на ФА – победа с 3 – 1 над Престън Норт Енд с голове на Боби Гърни, Рейч Картър и Еди Бърбанкс. Ще трябва да минат обаче повече от три десетилетия преди отборът отново да успее да спечели значимия трофей.

### Години след Втората световна война
След подновяването на футболното първенство Съндърланд се представя доста колебливо. Отборът претърпява поражение за ФА Къп с 1 – 2 от Йоувил Таун – наречен впоследствие „Убиецът на гиганти“. От друга страна големите трансферни суми харчени от клуба за нови играчи донасят печалното прозвище „Банката на Англия“. Въведения от ФА таван на заплатите от 15 паунда на седмица довежда до нов финансов скандал свързан с тима. Клубът е наказан за неспазване на правилата за плащане на възнаграждения през 1957 година. Президентът, финансистът на клуба и трима от неговите директори са наказани до живот да не се занимават с футбол. Клубът е глобен с рекордните за времето 5000 паунда. Година след това, отбора изпада за първи път във Втора дивизия след 68 години елитен футбол.
След мъчителни години в долната дивизия, отборът успява да спечели промоция през 1964, въпреки че губи заради контузия голмайстора си Брайън Клъф. След оттеглянето му от футбола, разочарованията следват едно след друго. Отборът не съумява да финишира по-високо от 15-о място до 1970 година. Последва ново изпадане въпреки усилията на играчи като Джими Монтгомъри, Чарли Хърли, Джордж Херд, Джим Бакстър и Джордж Мълхол.

### Спечелване на Купата на Англия през 1973 г.
Съндърланд печели купата на ФА след успехи над Манчестър Сити и Арсенал на четвъртфинала и полуфинала. Триумфът на финала над Лийдс остава като първия в историята случай втородивизионен клуб печели купата от 40 години насам. Победният гол е отбелязан от Йън Портърфийлд. Двойно спасяване на Джими Монтгомъри запазва преднината на Съндърланд и носи успеха на Съндърланд. След 37 години чакане трофеят отново е в ръцете на играчите в червено-бели раирани екипи. С основен принос е треньорът на Съндърланд Боб Стоуко. Отборът се класира за първи път в историята си за европейските клубни турнири. Мечтата продължава след като в първия кръг в турнира за КНК Съндърланд отстранява носителя на Купата на Унгария Вашаш Будапеща след победа 2 – 0 като гост и 1 – 0 у дома. Жребият противопоставя Съндърланд с носителя на Купата на Португалия Спортинг Лисабон. Отборът се представя добре и побеждава с 2 – 1 на Рокър Парк, европейското участие обаче завършва след 0 – 2 в Лисабон.

### Възход и падение през 80-те и 90-те години
Въпреки инерцията от спечелената купа и европейското участие отборът печели промоция едва три години по-късно през 1976 година. Престоят в първото ниво на английския футбол трае само една година. През 1980 Съндърланд отново се завръща в елита. През периода отборът изпитва огромни трудности и не успява да финишира по-високо от 13-а позиция. Основни играчи на Съндърланд по това време са Крис Търнър, Бари Винесън, Гари Ройъл, Гордън Крисхолм, Марк Проктър, Стан Къмингс, Ник Пикъринг и Йън Мънро.
През 1985 година клубът достига за първи път финал за Купата на лигата, но губи с 0 – 1 от Норич Сити като Стив Уолкър пропуска дузпа за Съндърланд. В края на сезона тима изпада отново от елита. През 1987, Съндърланд записва най-слабото си представяне като отпада за първи път от втора дивизия и трябва да се състезава в третото ниво на английския футбол след загуба в плейоф от Джилингам. Мениджърът Лори МакНенъми е уволнен. Дори завръщането на Боб Стоуко не е в състояние да предотврати кошмарното изпадане. Под ръководството на Денис Смит, отбора се завръща във Втора дивизия през 1988 година.
След две години са достигнати плейофите, съперник в полуфинала е Нюкасъл. Съндърланд води с 2 – 0 като гост в първия двубой, когато разочаровани фенове на домакините нахлуват на терена с цел мачът да бъде прекратен. На финала на плейофите Съндърланд губи от Суиндън с 0 – 1. Промоцията на Суиндън е отменена по административен път заради финансови нередности. Така Съндърланд заема освободеното място в елита. Неочакваната промоция е последвана от изпадане въпреки подкрепата на 15 000 пътуващи фенове на Съндърланд в последния ден от сезона срещу Манчестър Сити на „Мейн Роуд“.
Сезонът 1991-92 носи проблеми в лигата и крайната позиция на Съндърланд е в средата на таблицата. По време на сезона мениджърът Смит подава оставка и е заменен от асистента си – Марк Кросби. Кампанията в турнира за ФА Къп обаче отново предлага вълнуващи моменти на феновете. Отборът достига до финала след решителна победа по-рано в турнира над Челси след преиграване. Финалът е загубен с 0 – 2 от Ливърпул. Въпреки успешното представяне в турнира Кросби също напуска клуба. Негов заместник става Тери Бътчър.
Бътчър успява да се задържи на поста едва до края на 1993 година. Мик Бъкстън поема мениджърската позиция, но е уволнен през март 1995 година. Съдбата на Съндърланд в новата Първа дивизия (едно ниво под сформираната през 1992 година Английска Висша лига) е повече от неясна. Пред новия мениджър Питър Рийд стои една-единствена задача – да спаси Съндърланд от изпадане. Няколко седмици след назначението му целта е постигната. Последвалият сезон под ръководството на Рийд носи промоция на отбора във Висшата лига. Това е и първото участие на Съндърланд в елита след преструктурирането.
Поведението на трансферния пазар с привличането на недоказани играчи за големи суми, голям брой контузии попречват на Съндърланд да запази позицията си във Висшата лига. Въпреки значими победи над Манчестър Юнайтед с 2 – 1, Арсенал – 1 – 0 и Челси – 3 – 0, Съндърланд отново е несигурен за оцеляването си в последния ден. Загубата с 0 – 1 от Уимбълдън на Селхърс Парк само потвърждава страховете на феновете.

### Сбогуване с Рокър Парк
След 99 години Рокър Парк е заменен с новия и модерен Стейдиъм ъф Лайт с капацитет 49 000 места и четвъртият по големина по това време. В следващия сезон Съндърланд успява да достигне финал в плейофите, но губи на финала от Чарлтън след изпълнения на дузпи. На следващата година Съндърланд печели първото място в Първа дивизия с рекордните 105 точки. Въпреки че прекарва няколко месеца извън терена, Филипс записва 25 гола. Следващите два сезона в елита, клубът финишира на седмо място. В клуба са националите – Кевин Филипс, Гавин МакКан, Майкъл Грей. Филипс става голмайстор на Висшата лига с 30 гола и печели „Златната обувка“ за голмайстор на Европа.

### Печалните рекорди
Въпреки слабия сезон и рекордно малкия брой от вкарани голове (28 гола), Съндърланд запазва мястото си, напрежението върху Питър Рийд се увеличава след отпадането от двете купи. Последвалият сезон 2002-03 тима завършва последен с 19 точки. Рийд е уволнен през ноември, а пристигането на Хауърд Уилкинсън и Стив Котърхил изобщо не дава очакваните резултати след като отбора печели само 1 точка в следващия полусезон. Уилкинсън е заменен от Мик МакКарти, но и той остава безпомощен. Покупките на Торе Андре Фло и Маркъс Стюърт повишават дълговете на Съндърланд до 35 милиона паунда. Продават се голяма част от футболистите за да се избегнат финансови проблеми.
МакКарти сглобява нов отбор главно от играчи закупени от долните дивизии. Въпреки сътресенията клуба завършва трети в новата Първа дивизия. Съндърланд губи полуфинала на плейофите от шестия Кристъл Палас след изпълнение на дузпи, въпреки че води до последните минути на редовното време. Отборът достига и полуфинал в турнира за ФА Къп. Но губи с 0 – 1 от Милуол и пропуска шанса да се класира за европейските клубни турнири. През сезон 2004-05 последва промоция за Висшата лига след първото място в дивизията. Съндърланд подобрява печалния си рекорд от 19 точки и завършва с 15. Отборът претърпява и разочароващо отпадане от ФА Къп в четвърти кръг от Брентфорд. МакКарти е уволнен през март 2006 и е заменен от бившия капитан и любимец на привържениците Кевин Бол, който е временно назначен на поста. Невъзможна е задачата отборът да се спаси. Съндърланд изпада след като завършва 0 – 0 на стадион Олд Трафорд срещу Манчестър Юнайтед, едва в последния кръг отборът печели с 2 – 1 срещу Фулъм за първи път като домакин през сезона.

### Съвременна история
Президентът Боб Мъри е принуден от недоволството на привържениците и ежедневните им протести да се раздели с акциите си. Консорциумът от Дръмавил, начело с Найъл Куин извършва закупуването на клуба за 10 милиона паунда. Боб Мъри напуска клуба след две десетилетия изпълнени с противоречиви резултати. Новият президент Найъл Куин се заема със задачата да промени облика на Съндърланд. След като търсенето на нов мениджър среща трудности самият Куин се заема със задачата. Съндърланд започва сезона в Чемпиъншип, с три поредни загуби. Куин се отказва от мениджърския пост и назначава бившия капитан на Манчестър Юнайтед, Рой Кийн за мениджър. Поемайки отбора на 23-тото предпоследно място, Кийн постига успех като в следващите месеци достига до първото място в Чемпиъншип, осигурявайки на Съндърланд промоция за Висшата лига.
През сезон 2008 – 09 Рой Кийн напуска поста мениджър по взаимно съгласие с Найъл Куин. Треньорът на първия състав Риги Сбрагия поема временно отбора и го спасява от изпадане. Клубът става собственост на американския бизнесмен Елис Шорт.

## Състав

### Настоящ състав
Към 12 август 2025 г.